# Hans-Leo Fischer
Hans-Leo Fischer (* 11. Februar 1897 in Samotschin, Deutschland; † 29. Februar 1944 in Den Haag, Niederlande) war ein deutscher Theaterschauspieler. 

## Leben
Der aus dem heutigen Polen stammende Fischer begann seine Bühnenlaufbahn 1923 am Ostpreußischen Landestheater zu Königsberg, dem er fünf Jahre lang angehören sollte. 1928 wechselte er an die Städtischen Bühnen Kiel. Hier blieb Fischer dieselbe Zeitspanne, bis er infolge der Machtergreifung 1933 entlassen wurde. Im Anschluss wurde Fischer in Deutschland nur noch am Berliner Lessing-Theater tätig. Seit 1936 blieb der gewerkschaftlich engagierte Schauspieler – Hans-Leo Fischer war bis Jahresbeginn 1933 Obmann des genossenschaftlichen Ortsverbandes Kiel – unbeschäftigt. Fischer floh schließlich in die Niederlande, wo er während des Zweiten Weltkriegs von der deutschen Besatzungsmacht verhaftet und am letzten Februartag 1944 hingerichtet wurde.